# 第一三海軍航空隊
第一三海軍航空隊 （だいひとさんかいぐんこうくうたい）は、日本海軍の部隊の一つ。太平洋戦争後期に技量低下が著しい第一南遣艦隊所属の陸上攻撃機搭乗員を養成するため編制したものだが、船団護衛や対潜哨戒任務にも従事した。最終的には実施部隊に改編された。
隊名が類似している第十三航空隊とは関連が無い。本航空隊の呼称を「第十三海軍航空隊」、または「第十三航空隊（十三空）」としている文献があるが、これらの呼称は誤りである。

## 沿革
太平洋戦争終盤、第一南遣艦隊に所属する航空隊は、相次ぐ戦力抽出と新兵投入のために技量低下が著しかった。昭和19年5月1日をもって、戦闘機練成隊の第一一海軍航空隊と艦上爆撃機練成隊の第一二海軍航空隊をシンガポールに、陸上攻撃機練成隊の第一三海軍航空隊（以下「一三空」とする）をマレー半島に設置し、独自に実用機教育と慣熟訓練を実施することとした。
- 昭和19年（1944年）5月1日 - 台湾の新竹航空基地で編成し、マレー半島アウエルタウエル飛行場で開隊[2]。所管：横須賀鎮守府、原駐基地：霞ヶ浦航空基地と定められ[1]、海軍練習航空隊に指定される[3]。第一南遣艦隊附属。
- 昭和20年（1945年）1月20日 - 第十三航空艦隊の指揮権が第一南遣艦隊に移転。十三航艦附属に転籍。「南号作戦」発動。3月9日の作戦終了まで第一二海軍航空隊とともに船団護衛・対潜掃討に従事。
  - 2月5日 - 第十三航空艦隊は第十方面艦隊隷下となる[4]。
  - 3月10日 - 第十三航空艦隊の編制を抜本的に改正。一三空を甲航空隊（実施部隊）に改編し、第三三一海軍航空隊から攻撃第二五三飛行隊を編入させ、さらに仮称攻撃特第七〇一飛行隊（旧一三空作戦陸攻隊）を加える。一三空の甲航空隊への改編に伴い、地上要員の一部を馬来海軍航空隊および東印海軍航空隊に異動させる[5]。一三空の練成陸攻隊は第三一海軍航空隊に編入される。
  - 3月20日 - 一三空に攻撃特第三〇一飛行隊（旧第一二海軍航空隊練成攻撃機隊）が編入される[5]。以後、戦闘および機材払底のため消耗。
  - 5月15日 - 解隊。

本来の実施部隊である第三八一海軍航空隊・第九三六海軍航空隊を維持するため、一三空の乏しい機体を委譲して解散となった。要員の大多数はシンガポールに残留し、乙航空隊の馬来海軍航空隊の隷下に入り、終戦を待った。

## 主力機種
- 九六式陸上攻撃機

## 隊司令
- 三好恒 大佐/少将：1944年5月1日[6] - 1945年5月15日[7]